# Acrida cinerea
Acrida cinerea (Thunberg, 1815) è un insetto ortottero della famiglia degli Acrididi.

## Descrizione

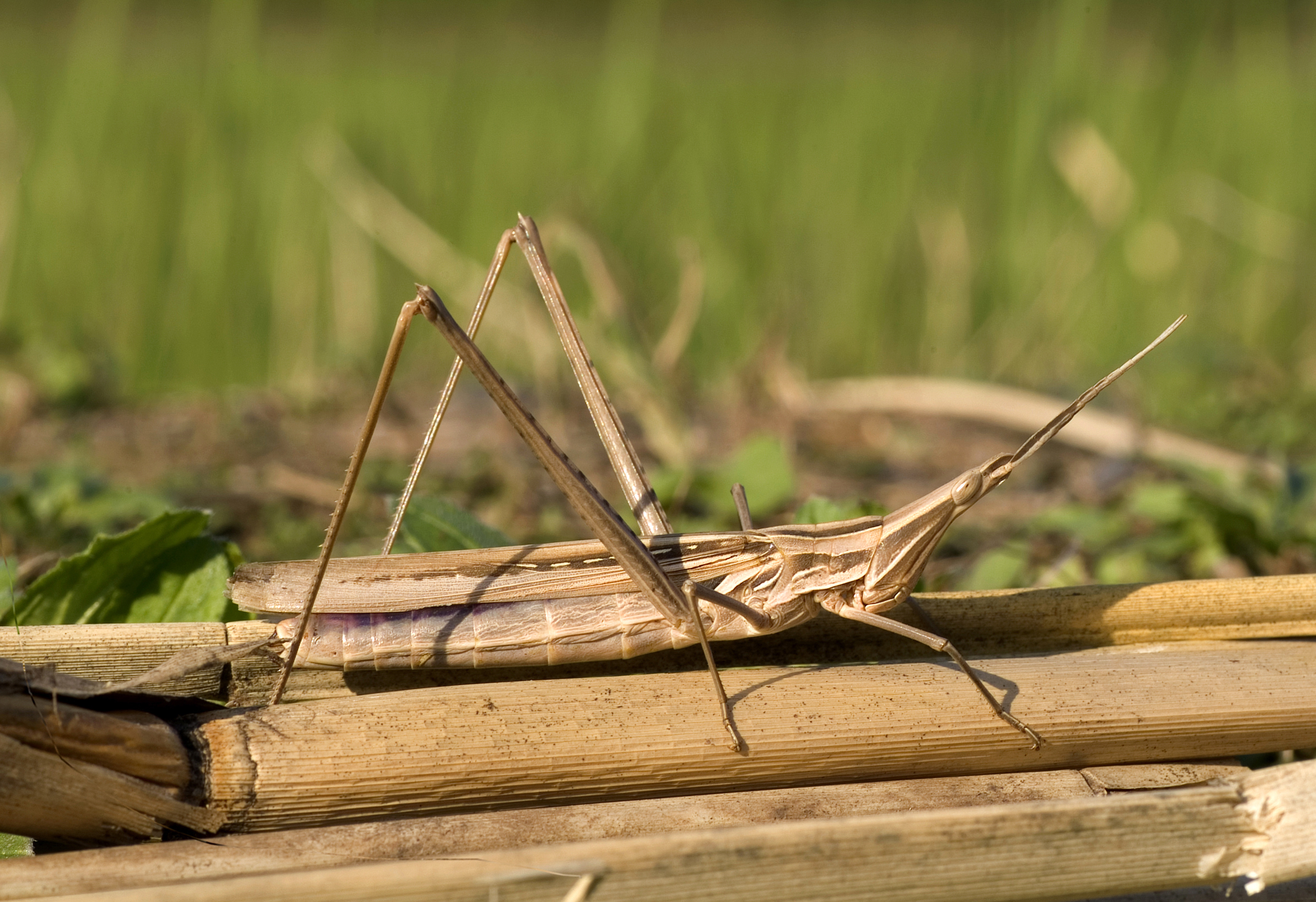
Esemplare dalla colorazione bruna fotografato vicino a Saitama

L'adulto, che può essere di colore verde o bruno, raggiungere i 5-7 cm di lunghezza; è dotato di ali incolori e zampe lunghe, grazie alle quali può effettuare grandi salti e volare a lungo.

## Biologia
Analogamente alle altre specie del genere Acrida, A. cinerea è onnivora, ed è sprovvista degli organi stridulatori sulle zampe, quindi è "muta".

## Distribuzione e habitat
La specie è attestata in Cina, Corea, Giappone e sud-est asiatico ed Indonesia; tra le specie di Acrida presenti in Cina è la più diffusa. In inglese è nota con i nomi comuni di Chinese Grasshopper, Longheaded Grasshopper e Oriental Longheaded Locust.

## Rapporto con l'uomo
Come le altre specie di Acrida, anche A. cinerea è considerata un insetto infestante, e alcuni studi hanno testato l'efficacia di due specie di nematodi per il suo controllo. D'altro canto, questa specie viene consumata come cibo in gran parte dei paesi in cui è diffusa.
Nel 2010, inoltre, è stato completamente sequenziato il suo DNA mitocondriale.